# Hawthorne (Califòrnia)
Hawthorne és una ciutat dels Estats Units a l'estat de Califòrnia. Segons el cens del 2005 tenia 100.754 habitants.

## Demografia
Segons el cens del 2000, Hawthorne tenia 84.112 habitants, 28.536 habitatges, i 19.775 famílies. La densitat de població era de 5.359 habitants/km².
Dels 28.536 habitatges en un 43,7% hi vivien nens de menys de 18 anys, en un 38,6% hi vivien parelles casades, en un 23,5% dones solteres, i en un 30,7% no eren unitats familiars. En el 24,5% dels habitatges hi vivien persones soles el 4,5% de les quals corresponia a persones de 65 anys o més que vivien soles. El nombre mitjà de persones vivint en cada habitatge era de 2,93 i el nombre mitjà de persones que vivien en cada família era de 3,5.
Per edats la població es repartia de la següent manera: un 31,7% tenia menys de 18 anys, un 11,3% entre 18 i 24, un 34,9% entre 25 i 44, un 16,1% de 45 a 60 i un 6,1% 65 anys o més.
L'edat mediana era de 29 anys. Per cada 100 dones de 18 o més anys hi havia 87,3 homes.
La renda mediana per habitatge era de 31.887 $ i la renda mediana per família de 35.149 $. Els homes tenien una renda mediana de 29.481 $ mentre que les dones 27.427 $. La renda per capita de la població era de 15.022 $. Entorn del 18,4% de les famílies i el 20,3% de la població estaven per davall del llindar de pobresa.

## Poblacions més properes
El següent diagrama mostra les poblacions més properes.